# Єфремовський сільський округ
Єфре́мовський сільський округ (каз. Ефремовка ауылдық округі, рос. Ефремовский сельский округ) — адміністративна одиниця у складі Павлодарського району Павлодарської області Казахстану. Адміністративний центр — село Єфремовка.
Населення — 1200 осіб (2021; 1130 у 2009, 1760 у 1999, 2620 у 1989).
Станом на 1989 рік існувала Єфремовська сільська рада (села Даниловка, Єфремовка).

## Склад
До складу округу входять такі населені пункти:
| Населений пункт | Старі назви | Населення, осіб (1989) | Населення, осіб (1999) | Населення, осіб (2009) | Населення, осіб (2021) |
| --------------- | ----------- | ---------------------- | ---------------------- | ---------------------- | ---------------------- |
| Даниловка, село | -           | 603                    | 296                    | 40                     | 66                     |
| Єфремовка, село | -           | 2017                   | 1464                   | 1090                   | 1134                   |